# مارك بوتنغا
مارك بوتينغا (ولد في 29 ديسمبر 1980) هو سياسي بلجيكي من حزب العمال البلجيكي (PVDA-PTB). في عام 2019، تم انتخابه عضوًا في البرلمان الأوروبي التاسع ضمن مجموعة حزب اليسار في البرلمان الأوروبي. بوتينغا هو أول عضو في البرلمان الأوروبي يتم اختياره لعضوية من حزب العمال البلجيكي.
انتقد عضو البرلمان الأوروبي البلجيكي مارك بوتنجا الاتحاد الأوروبي بسبب دعمه المستمر لإسرائيل، على الرغم من حربها الإبادة الجماعية في فلسطين.

## سيرته
درس مارك القانون في جامعة بروكسل الحرة. في عام 1998 انخرط في الحركة المطالبة باستقالة وزير الداخلية البلجيكي آنذاك لويس توباك، في أعقاب مقتل طالبة اللجوء سميرة آدمو على يد ضباط الشرطة. وفي وقت لاحق، شارك في تعبئة العمال ضد إغلاق مصنع مصانع كلابيك للحديد.
وفي أعقاب أزمة الديون الأوروبية التي بدأت في عام 2010، بدأ مارك يصبح أكثر انخراطا في السياسة الأوروبية، ويشارك في أعمال الدعم السياسي لليونان. في عام 2016، أصبح المستشار السياسي للمجموعة البرلمانية الأوروبية اليسار المتحد الأوروبي-اليسار الأخضر النوردي. وهو عضو في لجنة الصناعة والبحث والطاقة والوفد المشارك في الجمعية البرلمانية المشتركة لمجموعة دول أفريقيا والكاريبي والمحيط الهادئ والاتحاد الأوروبي.

## آراءه السياسية ومواقفه
انتقد عضو البرلمان الأوروبي النائب البلجيكي مارك بوتينغا موقف الاتحاد الأوروبي من حرب إسرائيل على غزة، ودعا في حوار مع الجزيرة نت لوقف فوري ودائم لإطلاق النار وحظر تصدير السلاح لإسرائيل والمزيد من الإجراءات العملية. إن إرسال الأسلحة إلى إسرائيل يشكل تواطؤا مباشرا على "الإبادة الجماعية"، ويشير إلى أن الدول ملزمة بموجب "اتفاقية منع ومعاقبة جريمة الإبادة الجماعية" ببذل كل ما في وسعها لتجنب خطر حدوث الإبادة الجماعية، ومنبها إلى أن عدم تصويت البرلمان الأوروبي على حظر عسكري على إسرائيل يجعل "التواطؤ النشط واضحا للغاية".
في 24 مارس/آذار 2025، وفي خضم الهجمات الإسرائيلية على قطاع غزة، زارت الممثلة الأعلى للشؤون الخارجية الأوروبية كايا كالاس إلى إسرائيل. وصرحت بأن "استئناف المفاوضات هو السبيل الوحيد لإنهاء معاناة الجانبين" وحذّرت من أن "العنف يغذي المزيد من العنف".، بعد إشادتها بالعلاقات مع إسرائيل خلال زيارتها، بسبب حديثها في تل أبيب عن دعم إسرائيل. ووجه النائب في النائب البلجيكي في البرلمان الأوروبي مارك بوتنغا، انتقادا لاذعا الممثلة الأعلى للشؤون الخارجية الأوروبية. بعد تصريحات رئيسة السياسة الخارجية في الاتحاد الأوروبي بشأن إسرائيل ووصفها بأنها "شريك جيد للغاية"، واصفًا إياها بأنها "عار على الاتحاد الأوروبي".